# Да Граса, Кристофер
Кристофер Сантуш да Граса (швед. Kristopher Santos Da Graça; род. 16 января 1998, Bergsjön, Вестра-Гёталанд) — шведский и кабо-вердинский футболист, защитник клуба «Сириус» и сборной Кабо-Верде. Выступает на правах аренды за финский ХИК. Выступал за сборную Швеции.

## Клубная карьера
Футболом начал заниматься в команде «Хисингсбакка». Также некоторое время провёл в академии «Хеккена». В 15-летнем возрасте проходил просмотры в «Мальмё», а также в ряде английских клубов: «Астон Вилла», лондонские «Челси», «Тоттенхэм Хотспур» и «Арсенал». С последним в итоге да Граса подписал молодёжный контракт 18 августа 2013 года. В составе «канониров» принимал участие в Юношеской лиге УЕФА, где впервые сыграл 9 февраля 2016 года против сверстников из бельгийского «Андерлехта». Летом 2017 года, не сыграв ни одного матча за основной состав команды, решил не продлевать контракт.
20 июля 2017 года перешёл в шведский «Гётеборг», подписав с клубом соглашение, рассчитанное на два с половиной года. 10 августа дебютировал в чемпионате Швеции в домашнем поединке с АИК, заменив на 88-й минуте Эмиля Саломонссона. Весной 2020 года «Гётеборг» дошёл до финала кубка страны, где в решающем матче в дополнительное время обыграл «Мальмё» и стал обладателем трофея. Да Граса участия в финальном матче не принимал, проведя две встречи на групповом этапе розыгрыша.
6 января 2021 года перебрался в Нидерланды, подписав контракт на два с половиной года с «ВВВ-Венло». Уже через четыре дня он дебютировал в Эредивизи в матче против «Виллем II», появившись на поле в стартовом составе. По итогам сезона команда заняла предпоследнее место в турнирной таблице и вылетела в первый дивизион. За время проведённое в клубе, шведский защитник принял участие в 38 матчах.
29 января 2022 года стал игроком «Сириуса», заключив контракт до лета 2025 года.

## Карьера в сборной
Выступал за юношеские сборные Швеции различных возрастов. В декабре 2019 года впервые был вызван в национальную сборную Швеции на январские товарищеские матчи с Молдавией и Косово в Катаре. Дебютировал в её составе 12 января в матче с Косово, выйдя в стартовом составе и на 60-й минуте уступив место Маркусу Даниэльссону.

## Клубная статистика
| Выступление      | Выступление      | Выступление      | Лига | Лига | Кубки | Кубки | Конт. кубки | Конт. кубки | Итого | Итого |
| Клуб             | Лига             | Сезон            | Игры | Голы | Игры  | Голы  | Игры        | Голы        | Игры  | Голы  |
| ---------------- | ---------------- | ---------------- | ---- | ---- | ----- | ----- | ----------- | ----------- | ----- | ----- |
| Гётеборг         | Алльсвенскан     | 2017             | 7    | 0    | 0     | 0     | 0           | 0           | 7     | 0     |
| Гётеборг         | Алльсвенскан     | 2018             | 4    | 0    | 2     | 0     | 0           | 0           | 6     | 0     |
| Гётеборг         | Алльсвенскан     | 2019             | 22   | 0    | 3     | 0     | 0           | 0           | 25    | 0     |
| Гётеборг         | Алльсвенскан     | 2020             | 18   | 0    | 3     | 0     | 0           | 0           | 21    | 0     |
| Гётеборг         | Итого            | Итого            | 51   | 0    | 8     | 0     | 0           | 0           | 59    | 0     |
| ВВВ-Венло        | Эредивизи        | 2020/21          | 20   | 0    | 2     | 0     | 0           | 0           | 22    | 0     |
| ВВВ-Венло        | Эрстедивизи      | 2021/22          | 15   | 0    | 1     | 0     | 0           | 0           | 16    | 0     |
| ВВВ-Венло        | Итого            | Итого            | 35   | 0    | 3     | 0     | 0           | 0           | 38    | 0     |
| Сириус           | Алльсвенскан     | 2022             | 0    | 0    | 0     | 0     | 0           | 0           | 0     | 0     |
| Сириус           | Итого            | Итого            | 0    | 0    | 0     | 0     | 0           | 0           | 0     | 0     |
| Всего за карьеру | Всего за карьеру | Всего за карьеру | 86   | 0    | 11    | 0     | 0           | 0           | 97    | 0     |

## Статистика в сборной
| Матчи и голы Кристофера да Грасы за национальную сборную Швеции | Матчи и голы Кристофера да Грасы за национальную сборную Швеции | Матчи и голы Кристофера да Грасы за национальную сборную Швеции | Матчи и голы Кристофера да Грасы за национальную сборную Швеции | Матчи и голы Кристофера да Грасы за национальную сборную Швеции | Матчи и голы Кристофера да Грасы за национальную сборную Швеции |
| №                                                               | Дата                                                            | Оппонент                                                        | Счёт                                                            | Голы                                                            | Соревнование                                                    |
| --------------------------------------------------------------- | --------------------------------------------------------------- | --------------------------------------------------------------- | --------------------------------------------------------------- | --------------------------------------------------------------- | --------------------------------------------------------------- |
| 1                                                               | 12 января 2021                                                  | Косово                                                          | 1:0                                                             | 0                                                               | Товарищеский матч                                               |

Итого:1 матч и 0 голов; 1 победа, 0 ничьих, 0 поражений.